# Chrysotus contractus
Chrysotus contractus är en tvåvingeart som beskrevs av Van Duzee 1929. Chrysotus contractus ingår i släktet Chrysotus och familjen styltflugor.
Artens utbredningsområde är Guatemala. Inga underarter finns listade i Catalogue of Life.